# 偽証の罪
偽証の罪（ぎしょうのつみ）とは、刑法の「第二十章　偽証の罪」に規定された犯罪類型で、刑法169条の「偽証罪」と、刑法171条の「虚偽鑑定等罪」の総称。国家の審判作用を保護法益とする国家的法益の罪に分類される。

## 概説
偽証罪（刑法169条）は、法律により宣誓した証人が虚偽の陳述（供述）をすることを内容とする犯罪である。また、虚偽鑑定等罪（刑法171条）は、法律により宣誓した鑑定人、通訳人または翻訳人が虚偽の鑑定、通訳または翻訳をすることを内容とする犯罪である。
裁判員制度の開始に合わせ、検察は偽証罪の積極的な適用を進めているとされる。プロの裁判官と同様、裁判員が嘘の証言を見破るのは容易ではなく、法廷での証言は真実という前提でなければ、裁判員制度の根幹が揺らぎかねないからである。今まで適用例が少なかったのは、偽証の多くは客観的な証拠が少なく捜査に手間がかかるうえ、偽証があっても有罪判決が出れば問題にしないこともあったからだといわれる。

## 偽証罪

### 主体
本罪の主体は「法律により宣誓した証人」である（真正身分犯）。

### 行為
本罪の行為は「虚偽の陳述」である。「虚偽の陳述」については客観説と主観説の対立がある。
- 客観説

客観的真実に合致しない陳述をすることが「虚偽の陳述」であるとする。結果的に客観的真実に合致していれば本罪の保護法益である国家の審判作用を害することはない点を根拠としている。
- 主観説

自己の記憶に反した陳述をすることが「虚偽の陳述」であるとする。通説・判例（大判大正3年4月29日刑録20輯654頁）は主観説をとる。証人が自己の記憶に反する陳述をすることは本罪の保護法益である国家の審判作用を害する抽象的危険を生じさせるという点を根拠とする。主観説からは、自己の記憶に反した陳述をすれば、それがたまたま客観的事実に合致していても罪に問われることになる。

### 故意
上の客観説によれば本罪の故意は陳述内容が客観的真実に合致していないことについての認識を指すこととなるのに対し、主観説によれば本罪の故意は自己の記憶に反した陳述を行う認識を指すことになる。

## 虚偽鑑定等罪
法律により宣誓した鑑定人、通訳人又は翻訳人が虚偽の鑑定、通訳又は翻訳をしたときも、偽証罪と同じく3月以上10年以下の拘禁刑に処される（刑法171条）。 

### 主体
本罪の主体は「法律により宣誓した鑑定人、通訳人又は翻訳人」である（真正身分犯）。平成7年刑法改正により「翻訳人」が追加されている。

### 行為
本罪の行為は「虚偽の鑑定、通訳又は翻訳」である。偽証罪と同じく客観説と主観説の対立があるが、通説・判例（大判明治42年12月16日刑録15輯1795頁）は偽証罪の場合と同じく主観説をとる。

## 自白による刑の減免
偽証の罪には自白による刑の減免規定がある（刑法170条）。虚偽鑑定等罪の場合も「前二条の例による」とされており同様に自白による刑の減免規定の適用がある（刑法171条）。
なお、自白については、法的な自首にあたる場合に限定されないとされる。

## 特別法上の偽証罪
国際刑事裁判所に対する協力等に関する法律第57条
- 国際刑事裁判所における手続に従って宣誓した証人、鑑定人、通訳人又は翻訳人が虚偽陳述をした場合は、3月以上10年以下の拘禁刑に処せられる。
- 前項の罪を犯した者が、その証言をした管轄刑事事件について、その裁判が確定する前に自白したときは、その刑を減軽し、又は免除することができる。
- 国際刑事裁判所における手続に従って宣誓した鑑定人、通訳人又は翻訳人が虚偽の鑑定、通訳又は翻訳をしたときは、前2項の例による。

日本国とアメリカ合衆国との間の相互協力及び安全保障条約第六条に基づく施設及び区域並びに日本国における合衆国軍隊の地位に関する協定の実施に伴う刑事特別法第4条
- 合衆国軍事裁判所の手続に従つて宣誓した証人が虚偽の陳述をしたときは、3月以上10年以下の拘禁刑に処せられる。
- 前項の罪を犯した者が、証言した事件の裁判の確定前に自白したときは、その刑を減軽し、又は免除することができる。
- 合衆国軍事裁判所の手続に従つて宣誓した鑑定人又は通訳人が虚偽の鑑定又は通訳をしたときは、前2項の例による。

議院における証人の宣誓及び証言等に関する法律（証人喚問）
地方自治法（百条委員会）
- 民事訴訟に関する法令の規定中証人の訊問に関する規定は、この法律に特別の定があるものを除く外、前項の規定により議会が当該普通地方公共団体の事務に関する調査のため選挙人その他の関係人の証言を請求する場合に、これを準用する。但し、過料、罰金、拘留又は勾引に関する規定は、この限りでない（第100条第2項、百条委員会）。
- 第2項において準用する民事訴訟に関する法令の規定により宣誓した選挙人その他の関係人が虚偽の陳述をしたときは、これを3月以上5年以下の拘禁刑に処する（第100条第7項）。
- 議会は、選挙人その他の関係人が、第3項又は第7項の罪を犯したものと認めるときは、告発しなければならない。但し、虚偽の陳述をした選挙人その他の関係人が、議会の調査が終了した旨の議決がある前に自白したときは、告発しないことができる（第100条第9項）。

労働組合法
公職選挙法
- 第212条第2項において準用する民事訴訟に関する法令の規定により宣誓した選挙人その他の関係人が虚偽の陳述をしたときは、3月以上5年以下の拘禁刑に処する（公職選挙法253条第1項）。
- 前項の罪は、当該選挙管理委員会の告発を待って論ずる（公職選挙法253条第2項）。
- 第1項の罪を犯した者が当該異議の申立に対する決定又は訴願に対する裁決が行われる前に自白したときは、その刑を減軽し、又は免除することができる（公職選挙法253条第3項）。